# جی دپلاس
جی دپلاس (انگلیسی: Jay Duplass؛ زادهٔ ۷ مارس ۱۹۷۳) کارگردان فیلم، هنرپیشه، فیلم‌نامه‌نویس، تهیه‌کننده فیلم، و بازیگر تلویزیون اهل ایالات متحده آمریکا است. وی از سال ۱۹۹۶ میلادی تاکنون مشغول فعالیت بوده‌است.
از فیلم‌ها یا برنامه‌های تلویزیونی که وی در آن نقش داشته‌است می‌توان به شهرهای کاغذی، فیل، محاکمه نظامی شورش کین، دختر اسبی و زمان رنگین کمانی اشاره کرد.